# Akabeko
Akabeko (赤べこ, , trad. « vache rouge ») est une vache du folklore japonais, parfois considéré comme un yokai. Elle est souvent représentée sous forme de talisman.

## Légende
En 1611, la ville de Yanaizu, dans la préfecture de Fukushima, fut frappé par un tremblement de terre. Il y détruisit plusieurs maisons et bâtiments ainsi que le temple bouddhiste Enzō-ji (ja). Après la catastrophe, un troupeau de vaches rouges arriva dans la commune et aida les habitants à transporter du bois pour réparer les dégâts. Ainsi en 1617, se dressait à nouveau un temple à l'endroit où se trouve actuellement Enzo-ji.
Cette histoire est considéré comme la base de la légende d'Akabeko.
Ce yokai a la réputation de protéger des catastrophes mais également des maladies.

## Culture locale
L'une des mascottes de la préfecture de Fukushima une Akabeko nommée Akabe.
Il existe 4 statues d'Akebeko dans la ville de Yaiazu. Elles forment une famille composée de deux parents, Fukutaro et Mitsuko, ainsi que de deux enfants, Ai-chan et Mo-kun.

## Sources
1. 1 2 3 4  (en) Yanaizu Tourism Association, « The legend of the Akabeko », sur Aizu Yanaizu Travel Guide (consulté le 15 mars 2024)
2. 1 2 3  « Akabeko, la vache rouge légendaire de la préfecture de Fukushima », sur Nautiljon, 5 mars 2018
3. ↑  (en) « Fukushima mascots », sur Mondo mascots (consulté le 15 mars 2024)

- (en) « Liste des démons japonais sur le site Inuyasha: a feudal fairy tale »(Archive.org • Wikiwix • Archive.is • Google • Que faire ?)